# 石椒草属
石椒草属（学名：Boenninghausenia）是芸香科下的一个属，为多年生草本植物。该属共有臭节草（B. albiflora）和石椒草（B. sessilicarpa）2种，分布于喜马拉雅至日本。